# Boeing P-26
El Boeing P-26 Peashooter (Sarbatana) fou un avió fabricat per la companyia Boeing que es va avaluar amb el Hawker Fury per substituir el Nieuport 52. Va ser un avió del període d'entreguerres que va combatre a la Segona Guerra Mundial.

## Història
El projecte de Boeing per construir el model 248 va començar el setembre del 1931. El primer vol va ser el 20 de març del 1932, resultant una primera comanda de tres prototips anomenats XP-936, per avaluar-los per banda d'United States Army Air Corps (Força aèria dels Estats Units), que va fer la comanda més nombrosa fins a la data.
Va ser un dels primers avions metàl·lics, un monoplà d'ala mitjana atirantada amb cables d'acer. L'estructura del fuselatge era de tubs d'acer soldats. El motor era un motor en estrella de 9 cilindres Pratt & Whitney R-1430-33 refrigerat per aire, amb una potència de 609 CV (448 kW), que governava una hèlix bipala metàl·lica de pas fix. La cabina era una de les darreres obertes i el tren d'aterratge fix de tipus "pantaló" (tren molt carenat, en què els suports de les rodes són gruixuts com els camals d'un pantaló que cobreixen les rodes). Tot això l'hi conferia una elevada velocitat i una maniobrabilitat superior als biplans de l'època, però també el feia un avió molt car respecte als altres models competidors.
Inicialment, tenia problemes a l'aterratge, que provocaven problemes a més d'un pilot. Es van solucionar afegint uns flaps que el permetien aterrar a l'elevada velocitat (117 km/h).

## Dades tècniques
- Llargada: 7,18 metres.

- Amplada: 8,52 metres.

- Alçària: 3,05 metres.

- Pes al buit: 996 kilograms.

- Pes a l'envol: 1.524 kilograms.

- Velocitat màxima: 377 km/h.

- Autonomia: 1.022 kilòmetres.
- Sostre: 8.300 metres.

- Armament: Dues metralladores Browning M1919 de 7,62 mm (o 12,7 mm en models posteriors), en el capó sincronitzades amb l'hèlix, una bomba de 90 kilograms.

## Teatre d'operacions

### Espanya
Va arribar a Espanya un sol aparell (el quart de la sèrie), sense armes, el 10 de febrer del 1935 per ser avaluat amb el Hawker Fury per concursar per a la substitució del Nieuport 52. Va ser confiscat pel govern quan va començar la Guerra civil espanyola, i va combatre durant els primers mesos de la guerra. Va ser abatut al front de Madrid el 21 d'octubre del 1936, quan el pilotava el pilot Ramon Puparelli sense haber aconseguit cap victòria aérea.

### Estats Units

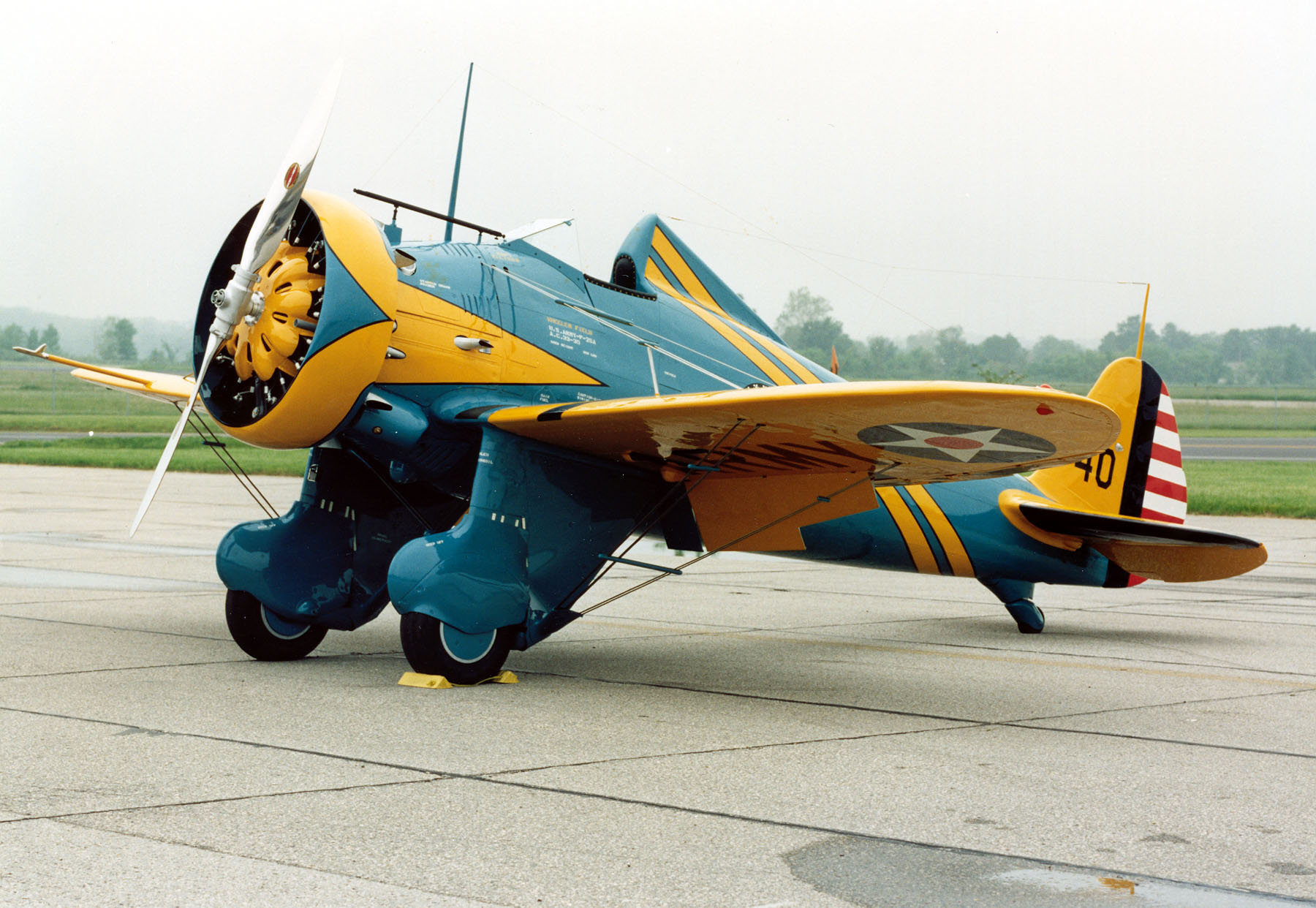
P-26 existent en el museu de la USAF

Es van comandar, com ja s'ha comentat, els tres prototips per ser sotmesos a avaluació, i posteriorment es va fer la primera comanda de 111 aparells que van ser entregats entre el gener i el juny del 1934, amb la designació de P-26A, formant part de diversos grups de l'Army (USAF, Forces Aèries dels Estats Units). Disseminats per tot el territori dels Estats Units, els pilots el van batejar amb el mot Peashooper.
Els darrers aparells de la sèrie P-26C es van entregar el 1936, i només cinc van sobreviure fins a la Segona Guerra Mundial.

### Altres teatres d'operacions
- Xina: van comandar 11 aparells del model 281, que va rebre durant el 1933, i on va rebre el bateig de foc en enfrontar-se a les forces japoneses,[6] a on van tenir victòries. Degut a dificultats per obtenir recanvis van deixar de ser operatius.

- Guatemala: van estar en servei del 1942 al 1957 (dos d'aquests aparells van ser retornats als Estats Units, per exposar-los en museus).

- Filipines: l'any 1937, van ser venuts a les Forces aèries de les Filipines 31 aparells que van ser destruïts durant els atacs japonesos.

- Panamà: els Estats Units, van vendre 7 aparells sobrants del model P-26A per les forces aèries de Panamà, per mort a les restriccions que hi havia a l'Amèrica Llatina.

## Models
- XP-936: 3 prototips per avaluació.

- P-26A: primera sèrie de 111 aparells, equipats amb motor en estrella de 9 cilindres Pratt & Whitney R-1340-27 Wasp de 500 HP.

- P-26B: segona sèrie de 2 aparells, amb motor en estrella de 9 cilindres Pratt & Whitney R-1340-33 Wasp de 600 HP.

- P-26C: sèrie de 23 aparells, amb millores de carburació, i amb sistema d'injecció de carburant (posteriorment, tots els aparells dels Estats Units, van tenir aquestes millores).

- Model 281: sèrie de 12 aparells, model P-26C, fet per l'exportació, els 11 per la Xina, i el d'Espanya.

### Models existents
Han sobreviscut dos models originals exposats als museus de Chino (Califòrnia) i al Smithsonian Air & Space Museum, convenientment restaurats i en condicions de vol. Hi ha una rèplica al National Museum of the United Air Forces de Dayton, Ohio. Dues més han estat fabricades per Golden Age Aeroplanes de Seymoure, Indiana.